# Gorgopis
Gorgopis is een geslacht van vlinders uit de familie wortelboorders (Hepialidae). De wetenschappelijke naam  is voor het eerst geldig gepubliceerd door Jacob Hübner in 1822.
Deze motten komen voor in het zuiden en oosten van Afrika, met name in Zuid-Afrika en Tanzania.

## Soorten
- Gorgopis alticola
- Gorgopis angustiptera
- Gorgopis annulosa
- Gorgopis armillata
- Gorgopis auratilis
- Gorgopis aurifuscata
- Gorgopis butlerii
- Gorgopis caffra
- Gorgopis centaurica
- Gorgopis cochlias
- Gorgopis crudeni
- Gorgopis furcata
- Gorgopis fuscalis
- Gorgopis grisescens
- Gorgopis hunti
- Gorgopis inornata
- Gorgopis intervallata
- Gorgopis leucopetala
- Gorgopis libania
- Gorgopis limbopunctata
- Gorgopis lobata
- Gorgopis olivaceonotata
- Gorgopis pallidiflava
- Gorgopis pholidota
- Gorgopis ptiloscelis
- Gorgopis salti
- Gorgopis serangota
- Gorgopis subrimosa
- Gorgopis tanganyikaensis
- Gorgopis zellerii